# Résine tackifiante
Le terme de résine tackifiante est employé dans le domaine des adhésifs pour désigner les résines thermoplastiques, de faibles masses moléculaires, entrant dans la composition des colles.

## Rôle
La résine apporte dans la plupart des colles l'essentiel du pouvoir collant, notamment grâce à sa structure, souvent riche en fonctions chimiques (ester, doubles liaisons) qui rend le produit collant au toucher. Les masses moléculaires moyennes sont comprises entre 300 et 1 400 g/mol. Mélangées à d'autres constituants, les résines forment les différentes bases de colles. On peut notamment citer les colles thermofusibles dans lesquelles la résine est mélangée à un copolymère de type EVA.

## Type

### Résines naturelles
Il s'agit des dérivés de la colophane (laquelle peut provenir de diverses origines, tall-oil, pins ...) et qui est modifiée chimiquement :
- par dismutation pour la stabiliser ;
- par estérification (glycérol, méthanol, pentaérythritol) pour en augmenter le point de fusion.

Les différents grades de colophanes utilisés vont d'une couleur brune à jaune pâle avec des points de ramollissement (mesurés par la méthode bille et anneau) généralement compris entre 0 et 100 °C.

### Résines de synthèse
Elles sont pour l'essentiel issues de la polymérisation de coupes pétrolières (naphta), parmi lesquelles on trouve surtout les coupes en C5, C9, ainsi que les dérivés de cyclopentadiène. À noter aussi les résines dérivées de goudron de houille et basées sur la coumarone.
Les résines de purs monomères sont issues de la polymérisation de mélanges basés sur l'alpha-méthyl-styrène (AMS).

## Fabricants
En termes de résines naturelles, on peut citer :
- DRT
- Arizona Chemical Company
- EuroYser.

Les principaux fabricants de résines artificielles sont des filiales de grands groupes pétroliers :
- ExxonMobil ;
- Cray Valley ;
- Neville Chemical Company ;
- Arizona Chemical Company ;
- Rütgers ;
- Arakawa Chemicals Company.